# Bibliothécaires Sans Frontières
Bibliothécaires Sans Frontières (BSF) is een liefdadigheidsorganisatie in Frankrijk die boeken en steun geeft aan bibliotheken die dat kunnen gebruiken, meestal de Franstalige ontwikkelingslanden.
De organisatie werd opgericht in 1999. Het eerste project dateert van 2000, een jeugdbibliotheek in Niger. In 2001 volgde een project voor 2 schoolbibliotheken in India en een project voor een Koerdisch vluchtelingenkamp in Irak. Twee andere projecten die nog steeds lopen zijn steun aan een universiteitsbibliotheek in Rusland (sinds 2002) en een jeugdbibliotheek in Senegal (sinds 2005).